# Тоома
То́ома (эст. Tooma) — деревня в волости Йыгева уезда Йыгевамаа, Эстония.

## География и описание
Расположена в 15 километрах к северу от уездного и волостного центра — города Йыгева. Высота над уровнем моря — 82 метра.
Климат умеренный. Официальный язык — эстонский. Почтовый индекс — 48432.

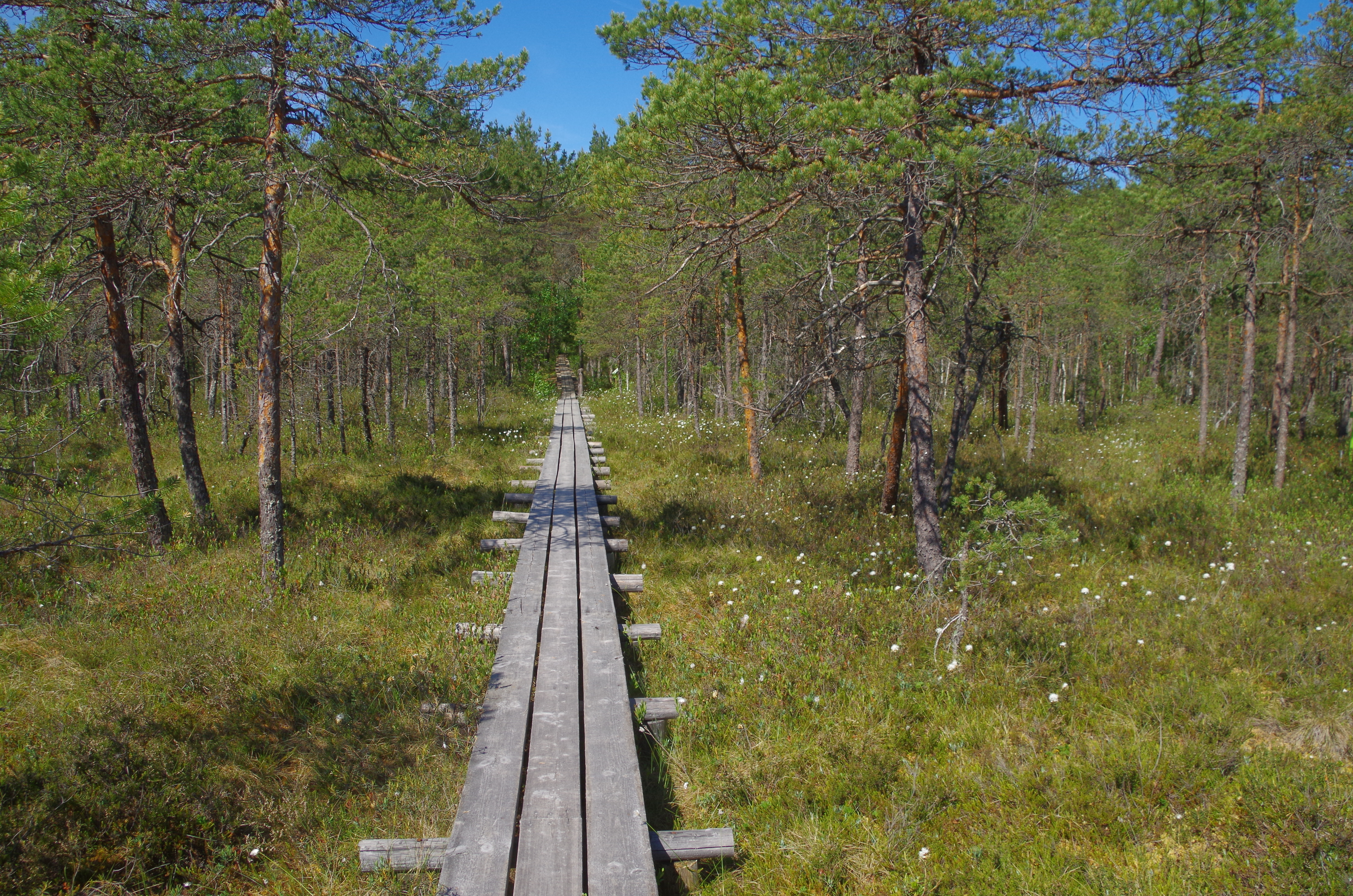
Туристическая тропа в заповеднике Эндла

## Население
По данным переписи населения 2011 года, в Тоома проживали 17 человек, все — эстонцы.
По данным переписи населения 2021 года, в деревне насчитывалось 11 жителей, все — эстонцы.
Численность населения деревни Тоома по данным переписей населения:
| Год  | 1959 | 1970 | 1979 | 1989 | 2000 | 2011 | 2021 |
| ---- | ---- | ---- | ---- | ---- | ---- | ---- | ---- |
| Чел. | 86   | ↘ 77 | ↘ 57 | ↘ 23 | ↘ 19 | ↘ 17 | ↘ 11 |

## История
Деревня образовалась вокруг трёх хуторов (Тоома, Кубья и Тагаметса), которые принадлежали мызе Селли (нем. Sellie), когда там в 1910 году Балтийским Обществом по улучшению болот была основана Опытная станция по освоению болот (эст. Tooma Soojaam, Tooma Katsejaam). В советской Эстонии эта станция являлась подразделением совхоза «Йыгева» и долгое время была в Прибалтике одним из центров работы по освоению болот и проведению научных исследований в этой области. В 1962 году Таллинской студией художественных и документальных фильмов был снят документальный фильм об опытной станции «Tooma soojaamas» («На Тоомаской опытной станции», режиссёр Владимир Парвель). Эта единственная подобная станция в Эстонии в настоящее время относится к Эстонскому Институту метеорологии и гидрологии и официально носит название «Тоомаский сектор по мониторингу болот» (эст. Tooma sooseire sektor).
Статус деревни населённый пункт получил в 1970 году.

## Достопримечательности
В деревне находится Центр природного заповедника «Эндла». Площадь заповедника составляет 10 161 гектар. Он был образован для сохранения характерных для центральной и восточной областей Эстонии болот и болотных островков, а также карстовых источников южного склона возвышенности Пандивере. В заповеднике проложены три туристические тропы длиной 8 км, 7,3 км и 2,2 км, проходящие через лесолуга и болота и частично покрытые водой.

## Происхождение топонима
Название деревни происходит от личного имени Тоомас.

## Комментарии
1. ↑  Эстонские топонимы, оканчивающиеся на -а, не склоняются и не имеют женского рода (исключение — Нарва)[6].